# Slag bij Dover (Tennessee)
De Slag bij Dover vond plaats op 3 februari 1863 in Stewart County Tennessee tijdens de Amerikaanse Burgeroorlog. De slag is ook bekend als de Tweede slag bij Fort Donelson
Eind januari 1863 nam de Zuidelijke generaal-majoor Joseph Wheeler stellingen in bij Palmyra om de Noordelijke scheepvaart aan te vallen. Hij voerde het bevel over twee cavaleriebrigades. De Noordelijken waren echter op de hoogte van Wheelers plannen en legden de scheepvaart stil. Wheeler viel daarom het garnizoen bij Dover aan. Uit inlichtingen bleek dat dit garnizoen gemakkelijk te vernietigen was. Tussen 13.00u en 14.00u vielen de Zuidelijken de stad aan. Het garnizoen was 800 man sterk en werd aangevoerd door kolonel Abner C. Harding. De soldaten hadden schuttersputten en geschutemplacementen gebouwd. De Zuidelijke aanvallen werden afgeslagen met zware verliezen. Tegen de avond zaten beide opponenten bijna zonder munitie. De Zuidelijken beseften dat de Noordelijke stellingen te goed waren om zo maar te veroveren. Wheelers eenheid trok zich terug. De Noordelijke achtervolging haalde niets uit. De Zuidelijken hadden de scheepvaart op de Cumberland geen schade kunnen toebrengen. Ook Dover viel niet in hun handen. De Noordelijke controle over het midden van Tennessee bleef gehandhaafd.

## Bron
- National Park Service - Dover